# Glukozaminilgalaktozilglukozilkeramid b-galaktoziltransferaza
Glukozaminilgalaktozilglukozilkeramid b-galaktoziltransferaza (EC 2.4.1.86, uridin difosfogalaktoza-acetil-glukozaminilgalaktozilglukozilkeramid galaktoziltransferaza, GalT-4, paraglobozidna sintaza, glukozaminilgalaktozilglukozilkeramidna 4-beta-galaktoziltransferaza, laktotriaozilkeramid 4-beta-galaktoziltransferaza, UDP-galaktoza:-acetil--glukozaminil-1,3-D-galaktozil-1,4-D-glukozilkeramid beta-D-galaktoziltransferaza, UDP-Gal:LcOse3Cer(beta 1-4)galaktoziltransferaza, UDP-galaktoza:-acetil--glukozaminil-(1->3)-D-galaktozil-(1->4)-D-glukozilkeramid 3-beta--galaktoziltransferaza, UDP-galaktoza:-acetil-beta--glukozaminil-(1->3)-beta--galaktozil-(1->4)-beta--glukozilkeramid 3-beta--galaktoziltransferaza, UDP-galaktoza:-acetil-beta--glukozaminil-(1->3)-beta--galaktozil-(1->4)-beta--glukozil(1<->1)keramid 3-beta--galaktoziltransferaza, UDP-galaktoza:-acetil-beta--glukozaminil-(1->3)-beta--galaktozil-(1->4)-beta--glukozil-(1<->1)-keramid 3-beta--galaktoziltransferaza) je enzim sa sistematskim imenom UDP-alfa--galaktoza:-acetil-beta--glukozaminil-(1->3)-beta--galaktozil-(1->4)-beta--glukozil-(1<->1)-keramid 3-beta--galaktoziltransferaza. Ovaj enzim katalizuje sledeću hemijsku reakciju
UDP-alfa--galaktoza + N-acetil-beta--glukozaminil-(1->3)-beta--galaktozil-(1->4)-beta--glukozil-(1<->1)-keramid {\displaystyle \rightleftharpoons } UDP + beta-D-galaktozil-(1->3)-N-acetil-beta--glukozaminil-(1->3)-beta--galaktozil-(1->4)-beta--glukozil-(1<->1)-keramid

## Literatura
- Nicholas C. Price; Lewis Stevens (1999). Fundamentals of Enzymology: The Cell and Molecular Biology of Catalytic Proteins (Third изд.). USA: Oxford University Press. ISBN 019850229X.
- Eric J. Toone (2006). Advances in Enzymology and Related Areas of Molecular Biology, Protein Evolution (Volume 75 изд.). Wiley-Interscience. ISBN 0471205036.
- Branden C; Tooze J. Introduction to Protein Structure. New York, NY: Garland Publishing. ISBN 0-8153-2305-0.
- Irwin H. Segel. Enzyme Kinetics: Behavior and Analysis of Rapid Equilibrium and Steady-State Enzyme Systems (Book 44 изд.). Wiley Classics Library. ISBN 0471303097.
- William P. Jencks (1987). Catalysis in Chemistry and Enzymology. Dover Publications. ISBN 0486654605.

## Spoljašnje veze
- Glucosaminylgalactosylglucosylceramide+beta-galactosyltransferase на 